# Thure Georg Sahama
Thure Georg Sahama (* 14. Oktober 1910 in Wyborg als Thure Sahlstein; † 8. März 1983 in Helsinki) war ein finnischer Geochemiker, Geologe und Mineraloge. Er gilt als ein Pionier der Isotopen-Geochemie.
Sahama interessierte sich schon als Jugendlicher für Petrographie und besuchte Kurse an der Universität Helsinki, wo er von 1930 bis 1934 studierte (davon ein Jahr in Österreich). Schon 1930 veröffentlichte er mit seinem Lehrer Pentti Eskola und noch als Student nahm er an der Grönland-Expedition von Lauge Koch teil. 1936 wurde er promoviert und ab 1938 war er Dozent für Geochemie und Petrologie an der Universität Helsinki. 1940 bis 1946 arbeitete er für die finnische geologische Landesaufnahme. 1946 bis zu seiner Emeritierung war er außerordentlicher Professor für Geochemie in Helsinki (mit persönlichem Lehrstuhl).
In seiner Dissertation und späteren Arbeiten wandte er die Gefügeanalyse von Bruno Sander auf das Granulit-Gebirge Lapplands an. Ende der 1940er Jahre forschte er am Geophysikalischen Labor der Carnegie Institution in Washington D. C. über Thermochemie und Stabilität von Mineralien. Er befasste sich auch mit Vulkanologie und unternahm in den 1950er Jahren Expeditionen zu den Virunga-Vulkanen, insbesondere dem Nyiragongo und dessen alkalischen Lavagesteinen. Er beschrieb rund 20 neue Mineralarten. Zuletzt reiste er kurz vor seinem Tod noch nach Sri Lanka.
Sein Lehrbuch Geochemistry mit Kalervo Rankama (University of Chicago Press 1950, 1960) spielte eine wichtige Rolle in der Etablierung der Geochemie, mit der sich Sahama schon seit den 1930er Jahren befasste.
Er veröffentlichte auch unter seinem Geburtsnamen Sahlstein, ab 1936 finnisierte er seinen Namen zu Sahama. 
Seine Mineraliensammlung ging an die Universität Helsinki.

## Ehrungen und Mitgliedschaften
Sahama war seit 1966 Ehrenmitglied der Mineralogical Society of Great Britain and Ireland und Ehrenmitglied der US-amerikanischen, sowjetischen und brasilianischen mineralogischen Gesellschaften. 1972 wurde ihm der Ehrentitel Akademiker der Wissenschaft (Tieteen akateemikko) vom Staatspräsidenten nach Vorschlag der Akademie von Finnland verliehen. Ebenso war er Mitglied der Norwegischen Akademie der Wissenschaften und der Academie Royale des Sciences d´Outre Mer in Brüssel und Ehrendoktor der Freien Universität Brüssel (vor allem für seine Arbeiten im Kongo). Er war Ehrenmitglied der Finnischen Geologischen Gesellschaft und erhielt 1980 deren Eskola-Medaille.
Ein 1953 durch H. W. Jaffe, R. Meyerowitz und H. T. Evans, jr. beschriebenes, neues Mineral erhielt ihm zu Ehren den Namen Sahamalith-(Ce).